# Gil McKinney
Pour les articles homonymes, voir McKinney.
Gil McKinney (né le 5 février 1979) est un acteur américain. Il est connu pour avoir joué Dr. Paul Grady dans Urgences, Derek Bishop dans Friday Night Lights et le Prince Éric dans Once Upon a Time. Il joue également dans le jeu vidéo L.A. Noire.

## Filmographie

### Film
| Année | Titre                    | Rôle                 |
| ----- | ------------------------ | -------------------- |
| 2003  | Jeepers Creepers 2       | Membre de l'équipe   |
| 2009  | The Grudge 3             | Max                  |
| 2012  | Hitchcock                | Reporter #2          |
| 2014  | Mauvaises Fréquentations | Officier Joe Tackett |

### Télévision
| Année     | Titre                                     | Rôle              | Nombre d'épisodes     |
| --------- | ----------------------------------------- | ----------------- | --------------------- |
| 2007-2009 | Urgences                                  | Dr. Paul Grady    | 23 épisodes           |
| 2008      | Les Experts                               | Martin Davlin     | 1 épisode             |
| 2010-2011 | Friday Night Lights                       | Derek Bishop      | 6 épisodes            |
| 2010      | Mentalist                                 | Sean Meyers       | saison 3, épisode 4   |
| 2011      | Drop Dead Diva                            | Pasteur Ben Logan | Saison 3, épisode 11  |
| 2011      | L.A. Noire                                | Jack Kelso        | Jeu vidéo             |
| 2012      | Grey's Anatomy                            | Chris             | 1 épisode             |
| 2013-2014 | Supernatural                              | Henry Winchester  | 2 épisodes            |
| 2013-2014 | Once Upon a Time                          | Prince Éric       | 3 épisodes            |
| 2016      | Esprits criminels : Unité sans frontières | John Davis        | saison 1 épisode 5    |
| 2022      | The Winchesters                           | Henry Winchester  | 2 épisodes            |
| 2023      | NCIS : Enquêtes spéciales                 | Logan Donahue     | saison 20, épisode 18 |